# Phileurus didymus
Espèce
Phileurus didymus est une espèce de coléoptères xylophages d'Amérique tropicale appartenant à la famille des Scarabaeidae (scarabées).

## Description
C'est un gros scarabée noir de 5 cm. Sa tête est petite et triangulaire, avec trois protubérances ; celle d'avant est pointue et les autres obtuses. Son thorax est large, arrondi, lisse et bordé, en relief à l'avant, avec un court tubercule près du bord, d'où part une rainure ou un canal creux jusqu'au bord postérieur. Son scutellum est petit. Ses élytres sont brillants, bordés et sillonnés. Son abdomen est lisse et brillant, sans poils. Ses tibias sont garnis d'épines, de même que les premières articulations de ses tarses moyen et postérieur.

## Distribution
P. didymus est originaire d' Amérique centrale et se trouve également au Pérou et en Guyane française.